# Eugène Géruzez
Nicolas Eugène Géruzez, né à Reims le 15 frimaire, an VIII [6 décembre 1799] et mort à Paris le 29 mai 1865, est un historien de la littérature et critique littéraire français.

## Biographie
Ancien élève du Pensionnat normal en 1819, reçu 10e à l'agrégation de lettres en 1828, il est suppléant de la chaire d'éloquence française à la Sorbonne en 1833 où il est également secrétaire agent comptable en 1852. 
Le 21 novembre 1838, il soutient ses deux thèses de doctorat ès lettres à la Faculté de Paris. La première, en français, traite de la puissance de Bernard de Clairvaux et de son éloquence. La deuxième, en latin, traite de l'origine de la nature et des facultés de l'âme selon ce dernier. 
Maître de conférences à l'École normale en 1844, il édite de nombreux ouvrages d'auteurs tels que Corneille, La Fontaine, Molière, Racine, Jean-Baptiste Rousseau. Il collabore également avec de nombreux journaux dont Le Globe, la Revue britannique, Le National, Le Temps, La Revue française, Le Moniteur et Le Constitutionnel. Il est également l'auteur de nombreuses études sur la littérature française, parmi lesquelles une Histoire de la littérature française, depuis ses origines jusqu'à la Révolution.
L'Académie française lui décerne le prix Bordin en 1859 et le grand prix Gobert en 1861 pour ses ouvrages sur l'Histoire de la littérature française depuis ses origines jusqu'à la Révolution et pendant la Révolution.
Il est le neveu du chanoine Jean-Baptiste François Géruzez (1764-1830).
Son fils Victor est le littérateur et dessinateur humoristique, Crafty. Son fils Paul est l'auteur d'ouvrages sur la chasse et le cheval comme Le cheval de chasse en France ou A pied, à cheval, en voiture.

## Ouvrages
- Cours de Philosophie, 1833.
- Histoire de l'éloquence politique et religieuse en France, 1836-1837, 2 vol.
- Essai sur l'éloquence et la philosophie de Saint Bernard, 1838, thèse de doctorat.
- D. Bernardi de origine, natura et facultatibus animae doctrina, 1838, thèse de doctorat.
- Cours de Littérature, 1841.
- Histoire de la littérature française depuis ses origines jusqu'à la Révolution et pendant la Révolution, 1859 et 1861.
- Petit cours de Mythologie des Grecs et des Romains. 1869